# Língua mochena
O mocheno ou mócheno (em mocheno bersntoler sproch) é uma língua de origem germânica falada pelo grupo étnico dos mochenos, que habitam três comunas ao leste de Valle del Mocheni (em mocheno, Bersntol), na província de Trento (Itália). Possuindo as características de um dialeto sulista da língua bávara, é frequentemente considerado como uma língua à parte.
Aparenta ter originado-se diretamente do alto alemão antigo importado na Idade Média, no final do Século XIII.

## Distribuição geográfica
De acordo com o censo de 2001, o primeiro que levou em conta a língua nativa dos entrevistados, o mocheno era majoritário nas municipalidades de Fierozzo (423 pessoas, 95.92% da população), Palù del Fersina (340 pessoas, 95.34% da população) e Frassilongo (340 pessoas, 95.24% da população, incluindo o vilarejo de Roveda). No resto de Trentino, 1329 pessoas se declararam falantes de mocheno, um total de 2276 pessoas. No censo de 2011, o número total de falantes caíra para 1660.

## Ensino
Sabe-se de escolas que conduziram aulas em alemão de 1860 a 1918. No entanto, só a partir de 1987 foi reconhecido o mocheno como língua para a educação, junto ao címbrio e ao ladino.

## Escrita
A língua Móchena usa uma forma do alfabeto latino com 23 letras. Não se usam as letras W. X, Y.

## Amostras de texto
| Mócheno                                                                          | Alemão padrão                                                       | Português                                                         |
| -------------------------------------------------------------------------------- | ------------------------------------------------------------------- | ----------------------------------------------------------------- |
| Vatar ingar en Himbl, gahailegt kimmp der dai Núm. Der dai Raich schellt kemmen. | Vater unser im Himmel, geheiligt werde Dein Name. Dein Reich komme. | Nosso pai no céu, santificado seja vosso nome. Venha vosso reino. |

Outro exemplo:
Ber lem en a pèrgtoll vèrr zboa’sk kilometre va Trea’t. Ver lonka zait hober gahòltn ont galearnt de inger kultur ont de ingern praich, s tol bou as der sai’ kemmen en de leist zait van XIII jorhundert, trok de zoachen va de inger kultur.
Português
Vivemos num vale alpino a 20 km de Trento. Por longo tempo mantemos nossa cultura e nossos tradições. O vale onde começamos a viver no final do século XIII traz as marcas da nossa cultura original